# Rubus rhytidophyllus
Rubus rhytidophyllus es una especie de planta del género Rubus, perteneciente a la familia Rosaceae.

## Taxonomía
Rubus rhytidophyllus fue descrita por H. E. Weber en 1988.

## Distribución
Se encuentra en el territorio de Países Bajos y Alemania.